# Karanggondang (Kandangserang)
Karanggondang is een bestuurslaag in het regentschap Pekalongan van de provincie Midden-Java, Indonesië. Karanggondang telt 1569 inwoners (volkstelling 2010).